# Dreamy Dud in King Koo Koo's Kingdom
Dreamy Dud in King Koo Koo's Kingdom è un cortometraggio muto del 1915 scritto e diretto da Wallace A. Carlson.

## Produzione
Il film fu prodotto dalla Essanay Film Manufacturing Company.

## Distribuzione
Distribuito dalla General Film Company, il film - un cortometraggio d'animazione in una bobina - uscì nelle sale cinematografiche USA il 7 luglio 1915.